# Tomás Sánchez de Bustamante
Tomás Armando Sánchez de Bustamante (Goya, 11 de diciembre de 1921-Buenos Aires, 28 de julio de 1991) fue un militar argentino con actuación política en la dictadura autodenominada Revolución Argentina. Fue miembro de la Comisión Coordinadora del Plan Político dirigida por el ministro Arturo Mor Roig para la salida electoral del gobierno militar. Con posteridad fue miembro de la Comisión de Análisis y Evaluación de las Responsabilidades en el Conflicto del Atlántico Sur.

## Biografía
Tomás Armando nació el 11 de diciembre de 1921 en Goya, Corrientes. Hijo de Tomás Sánchez de Bustamante y de Hilda López Torres Robert.

## Carrera militar
Egresado del Colegio Militar como subteniente de caballería en la promoción 68, se graduó de oficial de Estado Mayor en la Escuela Superior de Guerra.
Estuvo implicado en golpe fallido contra el general Perón de 1951 y quedó confinado en la prisión de Rawson (junto a compañeros del arma de caballería como Lanusse, Alsogaray y Martínez Zuviría, entre otros). Integró el sector "azul" durante la interna militar de 1962 y 1963.
Entre diciembre de 1966 y diciembre de 1968 fue comandante de la I Brigada de Caballería Blindada con asiento de paz en Tandil.
En 1971 era general de brigada y el presidente de facto Lanusse lo escogió como representante del ejército en la Comisión Coordinadora para el Plan Político, presidida por el ministro del Interior Arturo Mor Roig. Como representante estaba para emitir los puntos de vista de los oficiales del ejército y como vocero ante estos de las propuestas de la comisión.
Ese año fue designado subdirector de Institutos Militares con asiento en la poderosa guarnición de Campo de Mayo. A fines de 1972, fue nombrado comandante del Primer Cuerpo de Ejército con asiento en Palermo, Capital Federal.

## Actividad posterior al retiro
El poder ejecutivo lo nombró vocal del Consejo Supremo de las Fuerzas Armadas desde el 25 de septiembre de 1979 hasta el 24 de septiembre de 1985.
Fue miembro de la Comisión de Análisis y Evaluación de las Responsabilidades en el Conflicto del Atlántico Sur (que produjo el Informe Rattenbach), nombrado el 2 de diciembre de 1982 por la Junta Militar, junto al teniente general Benjamín Rattenbach y otros oficiales superiores de las Fuerzas Armadas en situación de retiro.
Fue también presidente de la Comisión del Arma de Caballería "San Jorge" entre 1981 y 1984.